# Akolawa
Akolawa – gaun wikas samiti w środkowej części Nepalu  w strefie Narajani w dystrykcie Rautahat. Według nepalskiego spisu powszechnego z 2001 roku liczył on 808 gospodarstw domowych i 5342 mieszkańców (2648 kobiet i 2694 mężczyzn).